# Jamuna (Bangladesh)
De Jamuna (Bengaals: যমুনা; Jomuna) is een rivier in Bangladesh binnen de Gangesdelta. Het is een van de drie grootste rivieren van het land en is 195 km lang.
De naam Jamuna verwijst naar een hindoemeisjesnaam die wijdverbreid is in India, Sri Lanka, Singapore en Maleisië. Deze naam werd de officiële na de onafhankelijkheid van Bangladesh in 1971. De naam wordt ook wel geschreven als Yamuna, wat niet moet worden verward met de grootste zijrivier van de Ganges, die eveneens Yamuna heet.

## Geografie
De Jamuna vormt de belangrijkste aftakking van de Brahmaputra bij de instroom van de rivier van India naar Bangladesh, kort na de instroom van de Tista (Teesta). De rivier stroomt nabij Goalundo Ghat als zijrivier in de Padma (Pôdda; een rivierarm van de Ganges), die vervolgens instroomt in de Meghna, die weer uitstroomt in de Golf van Bengalen. De Brahmaputra zelf stroomt vanaf de aftakking verder als een klein riviertje, dat ook wel de Beneden- of Oude Brahmaputra genoemd wordt en verderop eveneens uitstroomt in de Meghna.
Tot in de 18e eeuw was de Beneden- of Oude Brahmaputra de hoofdrivier. Op 2 april 1762 zorgde een aardbeving van 7.5 op de Schaal van Richter echter voor een tektonische opheffing van de lokale Madhupurstrook waardoor de hoofdstroom van de Brahmaputra zich afboog naar het zuiden en zich voortzette als de Jamuna. In 1787 volgde een grote overstroming waarbij ook de Tista haar loop verlegde van de Ganges naar de Brahmaputra, waardoor de Jamuna nog meer water te verwerken kreeg.
De Jamuna is een zeer brede rivier die in de droge tijd meestal een breedte heeft van minimaal 3 tot 5 kilometer, hetgeen in de regentijd oploopt tot 8 tot 14 kilometer (bij Sirajganj). De rivier vormt een klassiek voorbeeld van een vlechtende rivier en staat onder grote invloed van avulsie en natuurlijke verlegging van de rivierbedding. Dit komt onder andere doordat de rivier over twee verschillende rivierterrassen stroomt (het Barind- en Madhupurplateau), die voor een deel overblijfselen vormen van puinwaaiers en een scheiding vormen tussen de Ganges in het zuidwesten en de Oude Brahmaputra in het noordoosten. De rivier vormt een netwerk van vlechtende stroombeddingen met talloze zandbanken ertussenin. Deze zandbanken (Bengaals: char) verleggen zich constant als gevolg van het feit dat de rivier er in de droge tijd sediment afzet en in de regentijd de zandbanken weer wegerodeert. De rivier verlegt hierbij regelmatig haar bedding, zodat de exacte grens tussen bestuurlijke districten aan beide zijden van de rivier nooit precies vast valt te leggen. Dit leidt soms tot rechtszaken of zelfs geweld tussen districten wanneer zandbanken verdwijnen of nieuwe ontstaan.
De rivier heeft een gemiddeld debiet van 20.100 m³/s.

## Vervoer
De rivier is een belangrijke waterweg die met een gemiddelde maximumdiepte van 5 meter het hele jaar door bevaarbaar is voor grote binnenvaartschepen en grootschalig passagiersvervoer. Tot de Deling van Brits-Indië in 1947 voeren passagiersboten stroomopwaarts tot aan Dibrugarh in Assam. Tegenwoordig varen twee veerboten tussen de zilla's (districten) Pabana, Mymensingh, Tangail en Dhaka. Een daarvan is die van de Spoorwegen van Bangladesh, dat een veerdienst onderhoudt tussen Serajganj in Pabna en Jagannathganj in Mymensingh. De andere veerdienst vaart tussen Nagarbari in Pabna en Aricha in Dhaka.
De rivier vormde lange tijd een belangrijke barrière in het leggen van een verbinding tussen de hoofdstad Dhaka en de noordelijke Bangladeshi divisie Rajshahi. In 1996 werd echter de 4,8 kilometer lange Jamunabrug gebouwd.

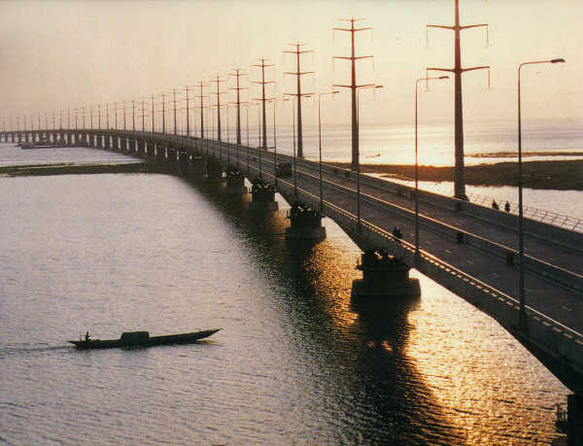
Jamunabrug
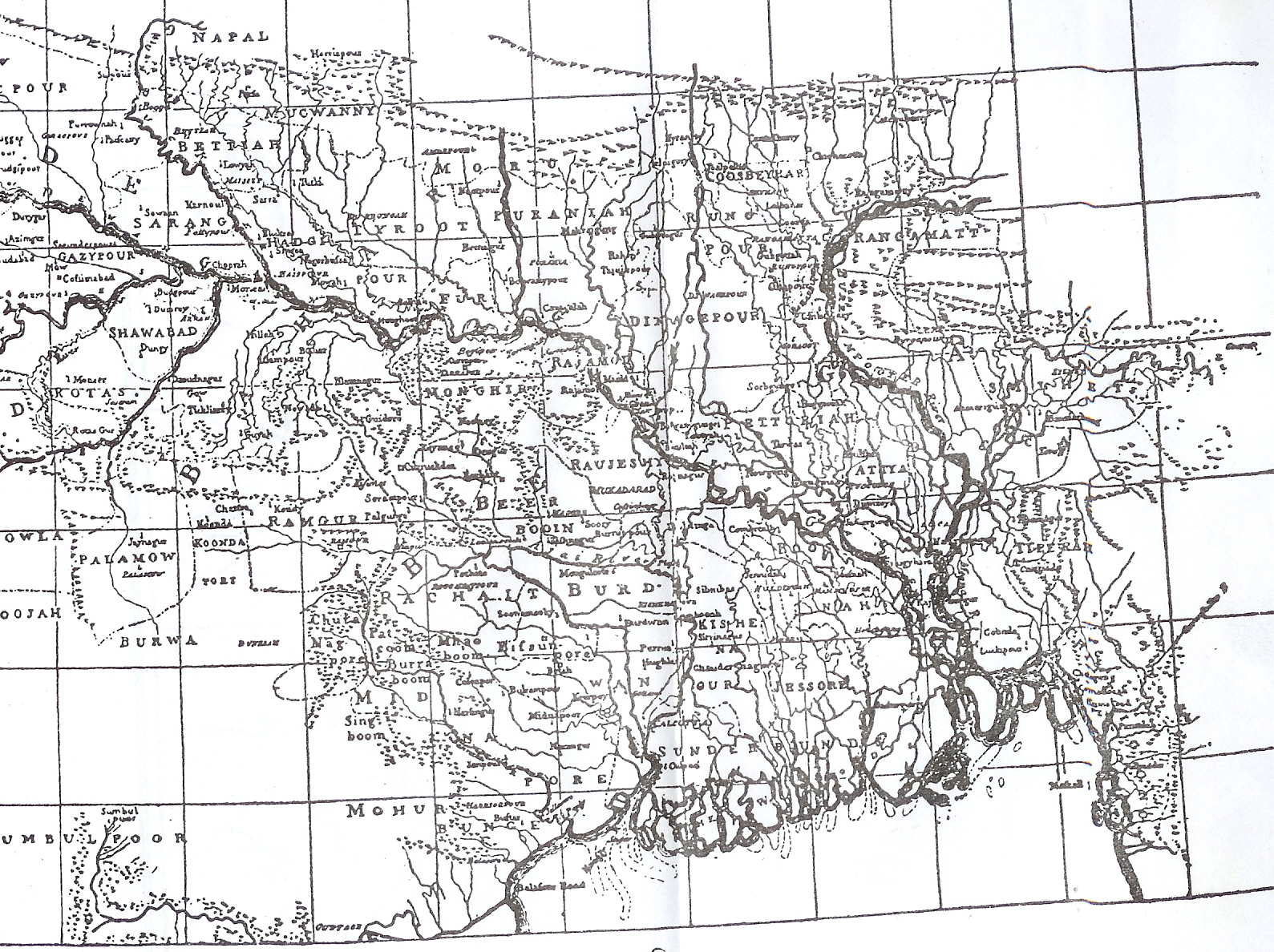
Kaart van James Rennell uit 1776 met de oude situatie van voor de aardbeving van 1762 en de overstroming van 1787: de Brahmaputra (Burrampooter) stroomt door Jamalpur en Mymensingh, de Jamuna of Jamuneswari stroomt ten westen daarvan en de Tista stroomt nog iets westelijker in de richting van de Ganges.